# Geranomyia damicoi
Geranomyia damicoi är en tvåvingeart som först beskrevs av Alexander 1942.  Geranomyia damicoi ingår i släktet Geranomyia och familjen småharkrankar. Inga underarter finns listade i Catalogue of Life.